# Тресор, Майк
Майк Тресор Ндайишимийе (нидерл. Mike Trésor Ndayishimiye; родился 28 мая 1999, Антверпен) — бельгийский футболист, атакующий полузащитник клуба «Бернли» и национальной сборной Бельгии.

## Клубная карьера
Начал футбольную карьеру в молодёжных командах «Авенир Лембек», «Тюбиз» и «Андерлехт». В сентябре 2018 года стал игроком клуба НЕК. 21 сентября 2018 года дебютировал за НЕК в матче Эрстедивизи (второго дивизиона чемпионата Нидерландов) против «Хелмонд Спорт». 13 января 2019 года забил свой первый гол за НЕК в матче против «Эйндховена».
2 сентября 2019 года перешёл в клуб «Виллем II» на правах аренды до конца сезона 2019/20. 15 сентября дебютировал в Эредивизи (высшем дивизионе чемпионата Нидерландов) в матче против «Херакслеса». 30 ноября забил свой первый гол за «Виллем II» в матче против роттердамской «Спарты»».
7 июля 2021 года перешёл в бельгийский «Генк», подписав с клубом четырёхлетний контракт.

## Карьера в сборной
Выступал за сборные Бельгии до 17, до 18, до 19 и до 21 года. В первой команде «красных дьяволов» он дебютировал 17 июня 2023, заменив Жереми Доку на 84-й минуте поединка квалификационного раунда Чемпионата Европы против Австрии (1:1).

## Личная жизнь
Его отец, Фредди Ндайишимийе, также является футболистом, выступавшим ранее за национальную сборную Бурунди.